# Sunghonella
Sunghonella es un género de foraminífero bentónico considerado un sinónimo posterior de Dagmarella de la subfamilia Fusulinellinae, de la familia Fusulinidae, de la superfamilia Fusulinoidea, del suborden Fusulinina y del orden Fusulinida. Su especie tipo era Dagmarella prima. Su rango cronoestratigráfico abarcaba el Bashkiriense (Carbonífero superior).

## Discusión
Clasificaciones más recientes incluirían Sunghonella en la subclase Fusulinana de la clase Fusulinata. Sunghonella fue propuesto como un subgénero de Dagmarella, es decir, Dagmarella (Sunghonella).

## Clasificación
Sunghonella incluía a las siguientes especies:
- Sunghonella prima †, aceptado como Dagmarella prima